# Abraham Kurland

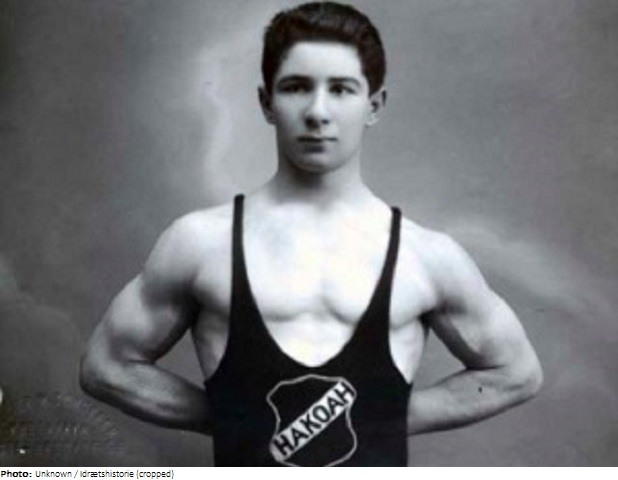
Abraham Kurland

Abraham Kurland (* 10. Juni 1912 in Odense; † 14. März 1999) war ein dänischer Ringer und Silbermedaillengewinner bei den Olympischen Spielen 1932 in Los Angeles im griechisch-römischen Stil, Leichtgewicht.

## Werdegang
Abraham Kurland wuchs in Kopenhagen auf. Er war jüdischen Glaubens und begann als Jugendlicher beim jüdischen Sportklub „Hakoah“ Kopenhagen zusammen mit zwei Brüdern mit dem Ringen. Er entwickelte sich schnell zu einem hervorragenden Ringer im griech.-röm. Stil und vertrat Dänemark 1932 bei den Olympischen Spielen in Los Angeles im Leichtgewicht. Dies war sein erster Start bei einer internationalen Meisterschaft. Abraham gewann dort, allerdings mit viel Glück, die Silbermedaille. Bei diesem Turnier gelang ihm nur ein Sieg in der ersten Runden gegen den Japaner Miyazaki. In der zweiten Runde unterlag er dem deutschen Meister Eduard Sperling und in der dritten Runde hatte er Freilos. Sperling gewann seine beiden ersten Kämpfe nach Punkten und unterlag in der dritten Runde gegen Erik Malmberg aus Schweden. Damit war er ausgeschieden, während Kurland wegen seines Freiloses in der 4. Runde gegen Malmberg um den Olympiasieg kämpfen konnte und verlor. Malmberg wurde so Olympiasieger, Kurland Silbermedaillengewinner und Sperling musste sich mit der Bronzemedaille zufriedengeben, obwohl er Kurland überlegen nach Punkten geschlagen hatte.
Bei der Europameisterschaft 1933 in Helsinki schied Abraham Kurland nach zwei Niederlagen schon nach der zweiten Runde aus. Im nächsten  Jahr trumpfte er aber bei der Europameisterschaft in Rom groß auf. Er gewann u. a. gegen den Olympiasieger von 1928 Voldemar Väli aus Estland und gegen Eduard Sperling, immerhin dreifacher Europameister und unterlag nur gegen den Finnen Aarne Reini.
Noch besser rang Abraham Kurland bei der Europameisterschaft im griech.-röm. Stil 1935 in Kopenhagen. Er gewann sechs Kämpfe und besiegte dabei auch Lauri Koskela aus Finnland nach Punkten. Nach sechs Runden hatte er drei Fehlpunkte, die aus drei Punktsiegen herrührten. Koskela gewann neben seiner Niederlage gegen Kurland viermal auf Schulter, wofür er mit keinen Fehlpunkten belastet wurde und hatte in einer Runde Freilos. Für die Niederlage gegen Kurland erhielt er 2 Fehlpunkte und stand plötzlich mit 2 Fehlpunkten als Europameister fest, vor Kurland, der aus seinen drei Punktsiegen drei Fehlpunkte hatte. Kurland scheiterte also an der Unzulänglichkeit des damaligen Wertungssystems. Er war zweifelsfrei der beste Ringer dieser Europameisterschaft im Leichtgewicht.
An den Olympischen Spielen 1936 in Berlin weigerte sich Abraham Kurland teilzunehmen. Sein Verzicht auf die Chance, Olympiasieger zu werden, war für das Olympische Komitee Dänemarks eine Erleichterung, da es im Falle einer möglichen Goldmedaille für Kurland befürchtete, „in Verlegenheit gebracht zu werden“. Die Goldmedaille im Leichtgewicht im griech.-röm. Stil gewann in Berlin Lauri Koskela, den Abraham Kurland ein Jahr zuvor besiegt hatte. Bei den Europameisterschaften 1937 und 1938 in Paris und Tallinn konnte er keine Medaillen erringen.
1943, während der Rettung der dänischen Juden, konnte Abraham Kurland nach Schweden flüchten. Nach 1945 kehrte er nach Dänemark zurück und begann, da „Hakoah“ Kopenhagen nicht mehr existierte, beim „Idræts Klub“ Kopenhagen wieder mit dem Ringen. 1948 konnte er sich mit 36 Jahren für die Olympischen Spiele in London qualifizieren. In London gewann er aber nur einen Kampf und kam auf den 7. Platz.
Nach 1948 trainierte Abraham Kurland bis 1962 die dänische Ringer-Nationalmannschaft.
Abraham Kurland starb mit 86 Jahren und wurde auf dem jüdischen Mosaisk Vestre Begravelsesplads (deutsch Westlicher Begräbnisplatz) beigesetzt.

## Erfolge
International
(OS = Olympische Spiele, EM = Europameisterschaft, GR = griech.-röm. Stil, F = Freistil, Le = Leichtgewicht, damals bis 66 kg Körpergewicht)
- 1930, 2. Platz, Intern. Turnier in Berlin, GR, Fe, hinter Eugen Fleischmann, Tschechoslowakei u. vor Birot, Deutschland;
- 1932, 1. Platz, Makkabi-Weltspiele in Tel Aviv, GR, Le, vor Ernst Gottlieb, Österreich
- 1932, Silbermedaille, OS in Los Angeles, GR, Le, mit einem Sieg über Yoneichi Miyazaki, Japan u. Niederlagen gegen Eduard Sperling, Deutschland u. Erik Malmberg, Schweden;
- 1933, 7. Platz, EM in Helsinki, GR, Le, nach Niederlagen gegen Eduard Sperling u. Arild Dahl, Norwegen;
- 1934, 2. Platz, EM in Rom, GR, Le, mit Siegen über Piotr Neuff, Polen, Dieleman, Belgien, Einar Karlsson, Schweden, Voldemar Väli, Estland u. Eduard Sperling u. einer Niederlage gegen Aarne Reini, Finnland;
- 1934, 3. Platz, EM in Stockholm, F, Le, mit einem Sieg über Paavo Pihlajamäki, Finnland u. Niederlagen gegen Anders Swansson, Schweden u. Wolfgang Ehrl, Deutschland;
- 1935, 2. Platz, EM in Kopenhagen, GR, Le, mit Siegen über Herbert Olofsson, Schweden, Jozsef Kalman, Ungarn, Pavilo Atars, Lettland, Henry Raab, Norwegen, Wolfgang Ehrl u. Lauri Koskela, Finnland;
- 1937, 4. Platz, EM in Paris, GR, Le, mit Siegen über Luigi De Filippo, Italien u. Hermann Höllermann, Österreich u. Niederlagen gegen Fritz Weikart, Deutschland u. Herbert Olofsson;
- 1938, 6. Platz, EM in Tallinn, GR, Le, nach Niederlagen gegen Voldemar Väli u. Gösta Andersson, Schweden;
- 1948, 7. Platz, OS in London, GR, Le, mit einem Sieg über Ambrosios Rauch, Schweiz u. Niederlagen gegen Charif Damage, Libanon u. Gustav Freij, Schweden

National
Abraham Kurland gewann zwischen 1932 und 1949 zwölfmal die dänische Meisterschaft im Leichtgewicht im griech.-röm. Stil.